# NIFL Championship
De NIFL Championship is de tweede hoogste voetbalklasse in Noord-Ierland, na de NIFL Premiership.

## Geschiedenis
In 1951 werd er een tweede klasse (Irish League B Division) opgericht in Noord-Ierland, met daarin de reserveteams van de eerste klasse en enkele andere teams. Er bestond echter geen promotie of degradatieregeling, een team moest verkozen worden tot de hoogste klasse. In 1974 volgde een geografische splitsing in de reeks en was er een eindronde tot 1976 om de algemene winnaar van de divisie Noord en Zuid te bepalen. In 1977 werd de reeks opgedeeld in Section 1 voor de gewone clubs en Section 2 voor de reserveclubs.
In 1999 werd Section 1 de Second Division en Section 2 de Reserve League.
In 2003 werd de Irish Premier League gevormd met zestien teams, die sinds 1995 gesplitst waren in een Premier en First Division. Vier teams die niet geselecteerd werden voor de Premier League vormden samen met de clubs van de Second Division de nieuwe Second Division. Voor het eerst in de geschiedenis vond nu ook automatische promotie en degradatie plaats.
In 2004 werd de IFA Intermediate League gecreëerd met daarin twee divisies van twaalf clubs, dit model bleef bestaan tot 2008. 
De competitie werd in 2008 heringericht om de IFA Intermediate League op te volgen, die ophield te bestaan na de reorganisatie van het voetbal in Noord-Ierland. Voor het seizoen 2008-09 werd ook de IFA Interim Intermediate League opgericht voor de clubs die geen licentie behaalden voor de Championship. Deze clubs krijgen een jaar om zich te verbeteren voor het Championship 2008-10 uit twee reeksen zal bestaan.In 2014 werd een herstructurering goedgekeurd waardoor vanaf het seizoen 2016/17 de eerste divisie verder ging als NIFL Championship en de tweede als nieuw derde niveau, de NIFL Premier Intermediate League.

## Kampioenen
| Irish League B Division           |                                        |                         |
| 1951/52                           | Linfield Swifts                        | n/a                     |
| 1952/53                           | Linfield Swifts                        | n/a                     |
| 1953/54                           | Cliftonville Olympic                   | n/a                     |
| 1954/55                           | Larne                                  | n/a                     |
| 1955/56                           | Banbridge Town                         | n/a                     |
| 1956/57                           | Larne                                  | n/a                     |
| 1957/58                           | Ards II                                | n/a                     |
| 1958/59                           | Glentoran II                           | n/a                     |
| 1959/60                           | Newry Town                             | n/a                     |
| 1960/61                           | Ballyclare Comrades                    | n/a                     |
| 1961/62                           | Carrick Rangers                        | n/a                     |
| 1962/63                           | Ballyclare Comrades                    | n/a                     |
| 1963/64                           | Larne                                  | n/a                     |
| 1964/65                           | Larne                                  | n/a                     |
| 1965/66                           | Larne                                  | n/a                     |
| 1966/67                           | Larne                                  | n/a                     |
| 1967/68                           | Dundela                                | n/a                     |
| 1968/69                           | Larne                                  | n/a                     |
| 1969/70                           | Larne                                  | n/a                     |
| 1970/71                           | Larne                                  | n/a                     |
| 1971/72                           | †Larne                                 | n/a                     |
| 1972/73                           | Carrick Rangers                        | n/a                     |
| 1973/74                           | Ballyclare Comrades                    | n/a                     |
| 1974/75                           | Carrick Rangers                        | n/a                     |
| 1975/76                           | Linfield Swifts                        | n/a                     |
| 1976/77                           | Carrick Rangers / Dundela              | n/a                     |
| Irish League B Division Section 1 |                                        |                         |
| 1977/78                           | Ballyclare Comrades                    | n/a                     |
| 1978/79                           | Carrick Rangers                        | n/a                     |
| 1979/80                           | Ballyclare Comrades                    | n/a                     |
| 1980/81                           | Newry Town                             | n/a                     |
| 1981/82                           | Dundela                                | n/a                     |
| 1982/83                           | †Carrick Rangers                       | n/a                     |
| 1983/84                           | Limavady United                        | n/a                     |
| 1984/85                           | Chimney Corner                         | n/a                     |
| 1985/86                           | Dundela                                | n/a                     |
| 1986/87                           | RUC                                    | n/a                     |
| 1987/88                           | Dundela                                | n/a                     |
| 1988/89                           | Ballyclare Comrades                    | n/a                     |
| 1989/90                           | Dundela                                | n/a                     |
| 1990/91                           | Dundela                                | n/a                     |
| 1991/92                           | Dundela                                | n/a                     |
| 1992/93                           | Limavady United                        | n/a                     |
| 1993/94                           | Dundela                                | n/a                     |
| 1994/95                           | Loughgall                              | n/a                     |
| 1995/96                           | Loughgall                              | n/a                     |
| 1996/97                           | Loughgall                              | n/a                     |
| 1997/98                           | Loughgall                              | n/a                     |
| 1998/99                           | Chimney Corner                         | n/a                     |
| Irish League Second Division      |                                        |                         |
| 1999/2000                         | Dundela                                | n/a                     |
| 2000/01                           | Dundela                                | n/a                     |
| 2001/02                           | Moyola Park                            | n/a                     |
| 2002/03                           | Ballinamallard United                  | n/a                     |
| Irish League                      |                                        |                         |
| 2003/04                           | ‡Loughgall                             | Coagh United            |
| IFA Intermediate League           |                                        |                         |
| 2004/05                           | ‡Armagh City                           | Tobermore United        |
| 2005/06                           | ‡Crusaders                             | Portstewart             |
| 2006/07                           | ‡Institute                             | Ballyclare Comrades     |
| 2007/08                           | Loughgall                              | Dergview                |
| IFA Championship                  |                                        |                         |
| 2008/09                           | ‡Portadown                             | n/a                     |
| 2009/10                           | Loughgall                              | Harland & Wolff Welders |
| 2010/11                           | ‡Carrick Rangers                       | Warrenpoint Town FC     |
| 2011/12                           | ‡Ballinamallard United FC              | Coagh United FC         |
| 2012/13                           | ‡Ards FC                               | Knockbreda FC           |
| NIFL Championship                 |                                        |                         |
| 2013/14                           | ‡Institute FC                          | Armagh City             |
| 2014/15                           | ‡Carrick Rangers                       | Bangor FC               |
| 2015/16                           | ‡Ards FC                               | Limavady United FC      |
| 2016/17                           | Warrenpoint Town FC                    | n/a                     |
| 2017/19                           | Institute FC                           | n/a                     |
| 2018/19                           | Larne FC                               | n/a                     |
| 2019/20                           | Portadown FC                           | n/a                     |
| 2020/21                           | Geen competitie vanwege coronapandemie |                         |
| 2021/22                           | Newry City AFC                         |                         |
| 2022/23                           | Loughgall FC                           |                         |
| 2023/24                           | Portadown FC                           |                         |
| 2024/25                           | Bangor FC                              |                         |

† Verkozen in de Irish Football League

‡ Gepromoveerd naar de Irish Premier League/IFA Premiership
Annagh United ·
Armagh City ·
Ards ·
Ballinamallard United ·
Ballyclare Comrades ·
Bangor ·
Dundela ·
Harland & Wolff Welders ·
Institute · 
Limavady United ·
Newington ·
Newry City
Albanië · 
Andorra · 
Armenië · 
Azerbeidzjan · 
België (tot 2016 / vanaf 2016) ·
Bhutan ·
Bosnië-Herzegovina (BiH) · 
Bosnië-Herzegovina (RS) · 
Bulgarije · 
Curaçao · 
Cyprus · 
Denemarken · 
Duitsland · 
Engeland · 
Estland · 
Faeröer · 
Finland · 
Frankrijk · 
Georgië · 
Gibraltar · 
Griekenland · 
Hongarije · 
Ierland · 
IJsland · 
Israël · 
Italië · 
Kazachstan · 
Kosovo · 
Kroatië · 
Letland · 
Litouwen · 
Luxemburg · 
Malta · 
Moldavië · 
Montenegro · 
Nederland · 
Noord-Ierland · 
Noord-Macedonië · 
Noorwegen · 
Oekraïne · 
Oostenrijk · 
Polen · 
Portugal · 
Roemenië · 
Rusland · 
Schotland · 
Servië · 
Servië en Montenegro (FR Joegoslavië) ·
Slovenië · 
Slowakije · 
Sovjet-Unie · 
Spanje · 
Tsjechië · 
Tsjecho-Slowakije ·
Turkije · 
Turkse Republiek Noord-Cyprus · 
Wales (Noord) · 
Wales (Zuid) · 
Wit-Rusland · 
Zweden · 
Zwitserland